# O. Lindholm

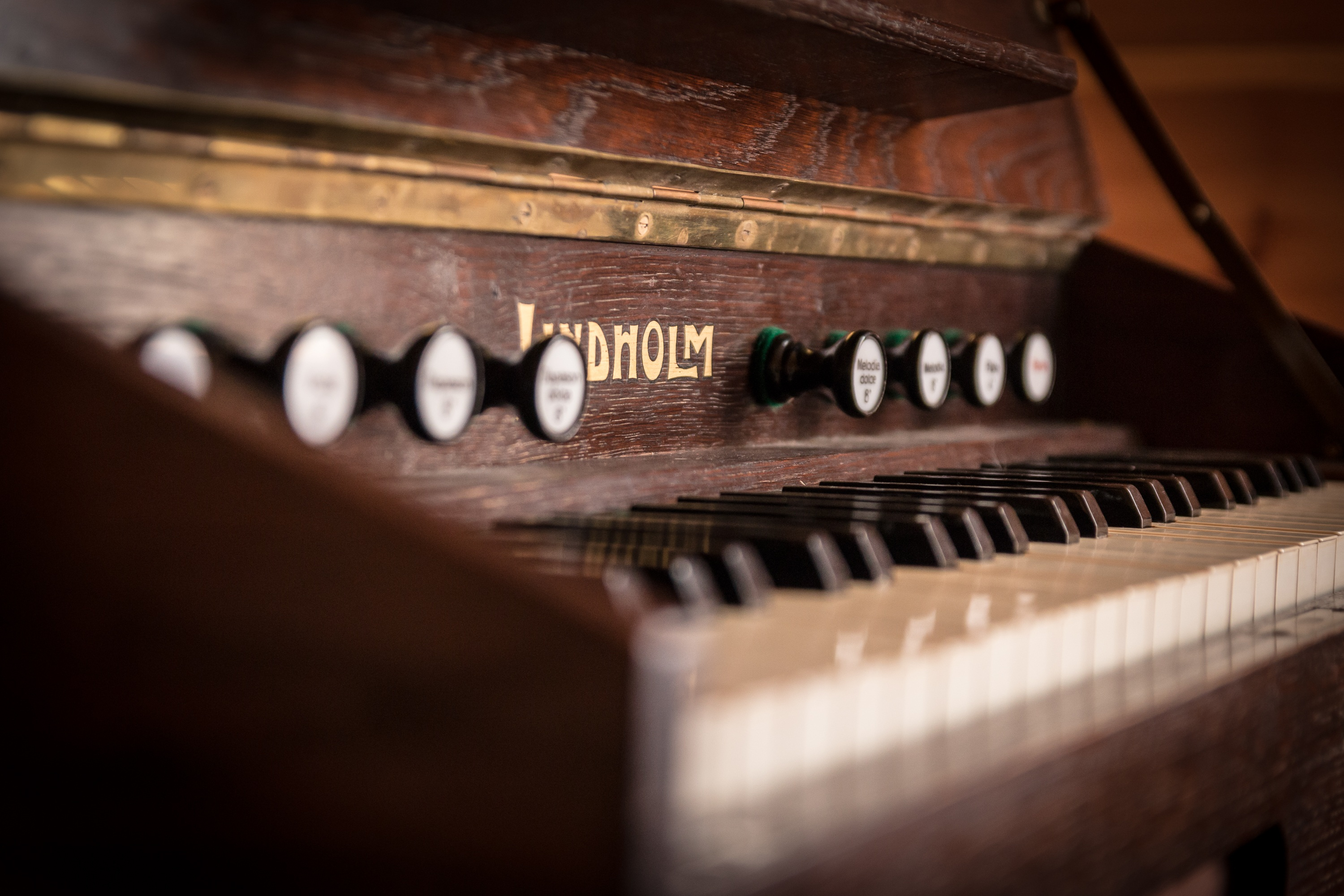
Lindholm Harmonium

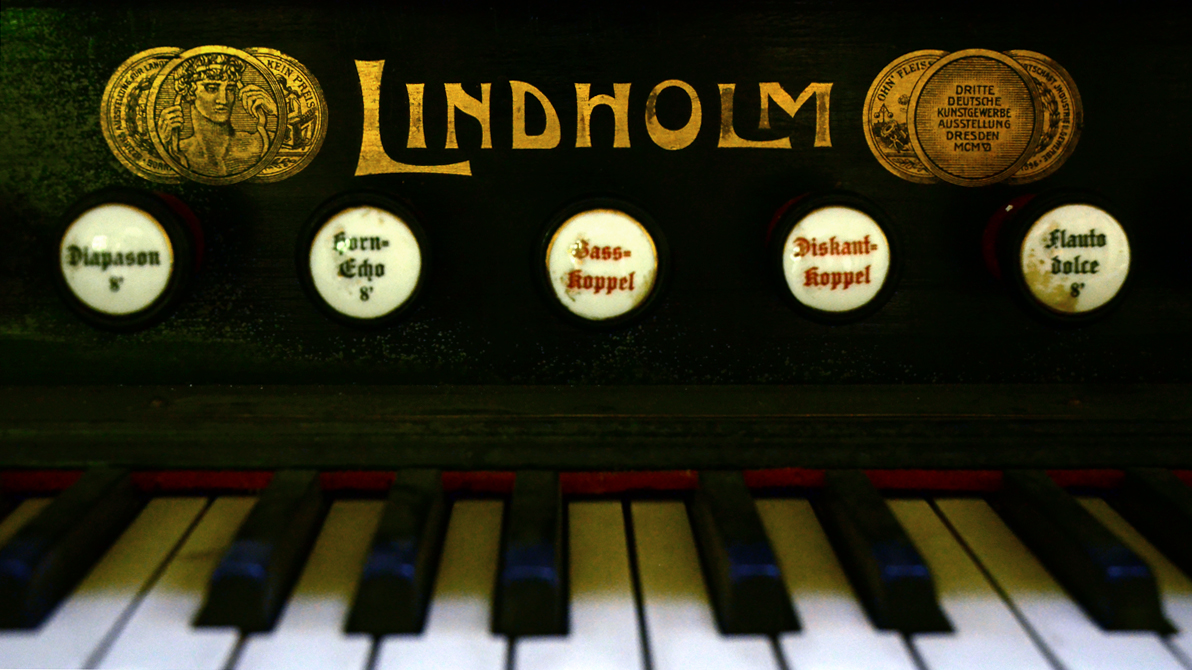
Schriftzug mit Abdruck der Medaille der „Bezirks-Ausstellung für Landwirtschaft, Industrie und Gewerbe Borna 1896“, sowie „Deutsche Kunstgewerbeausstellung Dresden MCMVI“

O. Lindholm, auch Harmoniumfabrik Lindholm und Harmoniumfabrik Olof Lindholm genannt, war ein ehemaliger Harmonium- und späterer Cembalo-Hersteller. Standort des im 19. Jahrhundert gegründeten Unternehmens in der Stadt Borna bei Leipzig in Sachsen war ein vom Jugendstil beeinflusstes Fabrikgebäude unter der Adresse Breite Straße 7–9.

## Geschichte

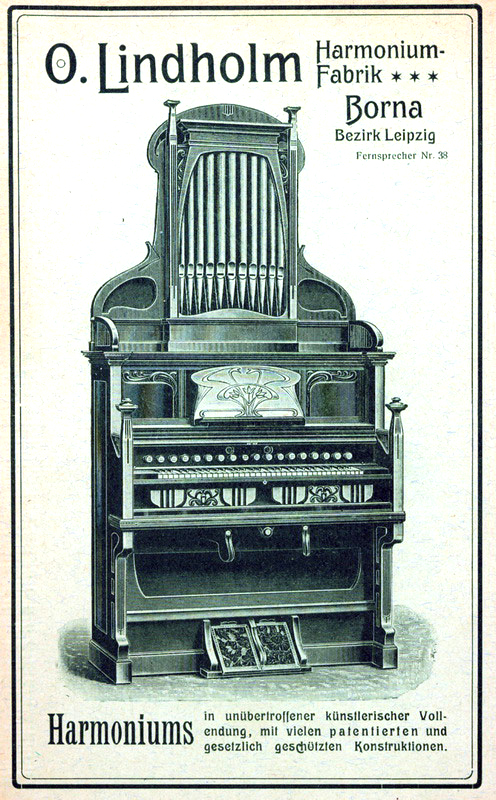
Anzeige mit der Abbildung eines „O. Lindholm“-Harmoniums mit Orgelpfeifen

Der Name der Harmoniumfabrik geht auf den gleichnamigen Firmengründer zurück: Der Schwede Olof Lindholm  (* 1866 in Trönö bei Söderhamn; †  1949 in Borna) erlernte den Bau von Harmonien bei Johan Petter Nyström in der schwedischen Stadt Karlstad. 1892 gelang es dem in Borna tätigen Unternehmer Theodor Mannborg, Lindholm als Mitarbeiter für sein Bornaer Saugwindharmonium-Unternehmen zu gewinnen, um die dortige Produktion voranzutreiben. Nachdem die Mannborger Firma rund zwei Jahre später nach Leipzig verlegt wurde, machte sich Lindholm zum 1. Juli 1894 selbständig: Zur Produktion seiner eigenen Harmonien mietete er die Räume und die Kraftmaschinen der ehemaligen Dampf-Lohmühle Jacob in der Breiten Straße 7 an, über deren Einfahrt bald der Firmenname O. Lindholm angebracht wurde.
Zum 1. Mai 1911 übernahm der aus dem Ruhrgebiet stammende Klavier- und Harmoniumbauer Gustav Weischet die Lindholmsche Fabrik unter Beibehaltung des eingeführten Namens. Die Produkte des Unternehmens gingen überwiegend in den Export nach Übersee.
Olof Lindholm selbst blieb in Borna, wo er bis zu seinem Tode 1949 in der seinerzeitigen Stofenstraße 20, der heutigen Sachsenallee, wohnte.
Im Jahr 1972 wurde Joachim Weischet enteignet, die Firma Lindholm in einen Volkseigenen Betrieb überführt. Zugleich wurde die Produktion für den Bau von Cembali umgestellt.